# Amadeu Recasens i Brunet
Amadeu Recasens i Brunet (Barcelona, 22 d'abril de 1956) és un expert català en matèria de seguretat i policia, doctor en dret per la Universitat de Barcelona i diplomat superior en criminologia per l'Institut de Criminologia de la Universitat de Barcelona. El juny de 2015 va ser nomenat Comissionat de Seguretat de l'Ajuntament de Barcelona, en el govern d'Ada Colau.
Va ser el director general de Modernització de l'Administració de la Generalitat de Catalunya des de novembre de 2007 a gener de 2011. Prèviament, fou comissionat del Centre d'Estudis i Seguretat (2004-2007); director de l'Escola de Policia de Catalunya (1996-2004); director del Gabinet d'Estudis i Prospectiva de la Secretaria d'Estat d'Interior del Ministeri de Justícia i Interior (1994-1996) i cap de la secció d'estudis i documentació de l'Escola d'Administració Pública de Catalunya (1989-1991), entre d'altres.
Des del 1998 és expert del Consell d'Europa en temes de seguretat i policia. També ha estat director científic i membre de diversos projectes i programes de la Unió Europea i director del Centre CIFAL (Centre Internacional de Formació d'Autoritats Locals), vinculat a les Nacions Unides, des del 2004 i fins al 2007.
Pel que fa a l'àmbit acadèmic, és professor associat del Departament de Dret Penal i Ciències Penals de la Universitat de Barcelona des del 1996. També és professor associat de l'Escola de Criminologia de la Universitat de Porto (Portugal). Ha estat professor de màsters i cursos en països com Mèxic, Argentina, Itàlia, França, Portugal o Algèria. Recasens també és membre del Comitè Científic del GERN (Group Européen de Recherches sur les Normativités) i autor de nombroses publicacions científiques en l'àmbit policial i de seguretat.
L'any 2016 va ser nomenat membre del Comitè d'Ètica de l'Organització Internacional de Policia Criminal - INTERPOL.

## Obres
(selecció)
- Recasens, Amadeu (direcció i coordinació). Codi europeu d'Ètica de la Policia = Código Europeo de Ética de la Policía.  Barcelona: Atelier - Escola de Policia de Catalunya, 2004 (col. Legislativa, 3).
- Recasens, Amadeu. La Seguridad y sus políticas.  Barcelona: Atelier, 2007 (col. Políticas de Seguridad; 3).
- Recasens, Amadeu (dir.). La Violència entre joves en espais d'oci nocturn: un estudi comparatiu europeu.  Barcelona: Escola de Policia de Catalunya - Atelier, 2007. ISBN 9788496758216.